# Jasir Asani
Jasir Asani (ur. 19 maja 1995 w Skopju) – albańsko-macedoński piłkarz, występujący na pozycji napastnika w koreańskim klubie Gwangju FC oraz w reprezentacji Albanii. Uczestnik Mistrzostw Europy 2024.

## Statystyki

### Klubowe
Na podstawie:
| Klub             | Sezonów | Liga                           | Liga  | Liga   | Puchar krajowy | Puchar krajowy | Kontynentalne | Kontynentalne | Suma  | Suma   |
| Klub             | Sezonów | Liga                           | Mecze | Bramki | Mecze          | Bramki         | Mecze         | Bramki        | Mecze | Bramki |
| ---------------- | ------- | ------------------------------ | ----- | ------ | -------------- | -------------- | ------------- | ------------- | ----- | ------ |
| Wardar Skopje    | 4       | Prwa makedonska fudbałska liga | 66    | 17     | 0              | 0              | 3             | 0             | 69    | 17     |
| KF Shkupi        | 1       | Prwa makedonska fudbałska liga | 13    | 3      | 0              | 0              | –             | –             | 13    | 3      |
| Pobeda Prilep    | 1       | Prwa makedonska fudbałska liga | 2     | 0      | 0              | 0              | –             | –             | 2     | 0      |
| Partizani Tirana | 3       | Kategoria Superiore            | 106   | 24     | 11             | 2              | 6             | 1             | 123   | 27     |
| AIK Fotboll      | 1       | Allsvenskan                    | 4     | 1      | 3              | 1              | –             | –             | 7     | 2      |
| Kisvárda FC      | 2       | NB I.                          | 44    | 6      | 4              | 1              | 4             | 3             | 52    | 10     |
| Gwangju FC       | 1       | K-League                       | 29    | 7      | 0              | 0              | –             | –             | 29    | 7      |
|                  | Łącznie | Łącznie                        | 264   | 58     | 18             | 4              | 13            | 4             | 295   | 66     |

### Reprezentacyjne
Na podstawie:
| Występy i gole w reprezentacji | Występy i gole w reprezentacji | Występy i gole w reprezentacji | Występy i gole w reprezentacji | Występy i gole w reprezentacji | Występy i gole w reprezentacji | Występy i gole w reprezentacji | Występy i gole w reprezentacji | Występy i gole w reprezentacji |
| Lp.                            | Data                           | Miasto                         | Przeciwnik                     | Wynik                          | Czas                           | Gole                           | Inne                           | Rozgrywki                      |
| ------------------------------ | ------------------------------ | ------------------------------ | ------------------------------ | ------------------------------ | ------------------------------ | ------------------------------ | ------------------------------ | ------------------------------ |
| 1.                             | 27.03.2023                     | Warszawa                       | Polska                         | 0:1 (0:1)                      | 1'–70'                         |                                |                                | Eliminacje EURO 2024           |
| 2.                             | 17.06.2023                     | Tirana                         | Mołdawia                       | 2:0 (0:0)                      | 1'–67'                         | 1                              |                                | Eliminacje EURO 2024           |
| 3.                             | 20.06.2023                     | Torshavn                       | Wyspy Owcze                    | 3:1 (1:1)                      | 1'–75'                         |                                | asysta                         | Eliminacje EURO 2024           |
| 4.                             | 07.09.2023                     | Praga                          | Czechy                         | 1:1 (0:0)                      | 1'–70'                         |                                | 52', asysta                    | Eliminacje EURO 2024           |
| 5.                             | 10.09.2023                     | Tirana                         | Polska                         | 2:0 (1:0)                      | 1'–70'                         | 1                              |                                | Eliminacje EURO 2024           |

## Sukcesy
Na podstawie:

### Klubowe
Z Vardarem:
- Mistrz Macedonii 2014/15, 2015/16, 2016/17

Z Partizani:
- Mistrz Albanii 2018/19